# تيكمو بول
تيكمو بول (بالإنجليزية:Tecmo Bowl) (باليابانية:テクモボウル)، هي لعبة فيديو من إنتاج وتطوير شركة تيكمو اليابانية، حيث تم إصدار على جهاز آركيد سنة 1987م، ثم على المنصة المنزلية لنظام نينتندو إنترتينمنت سيستم سنة 1989م، وثم على منصة المحمولة جيم بوي سنة 1991م، وهي لعبة فيديو من نوع لعبة كرة القدم الأمريكية.

## وصلات خارجية
- تيكمو بول على موقع القائمة القاتلة لألعاب الفيديو
- تيكمو بول على موبي غيمز